# Хацукадзэ (яхта)
Хацукадзэ (яп. 初加勢) — японская прогулочная императорская яхта. Название означает «первый ветер в наступившем сезоне». Практически первый корабль такого класса в Японии, более ранний Дзингэй использовался лишь эпизодически.
В 1902 году был преподнесён в подарок наследному принцу Ёсихито (будущему императору Тайсё) президентом компании Мицубиси Ивасаки Хисаей в память о императорском визите на верфь компании.
Во внутренней отделке использовались предметы японского искусства.

## История
Судно было заложено на судостроительной верфи Мицубиси в городе Нагасаки в мае 1901 года, 4 октября 1902 года спущено на воду. 21 октября все работы были завершены, и в следующем месяце яхта была зачислена в состав военно-морского флота как вспомогательный корабль «Хацукадзэ».
В 1905 году использовался на военно-морском параде как императорская яхта.
С 1921 года будучи в военном училище яхтой пользовался принц Такамацу. В 1945 году судно было захвачено армией США и переименовано в «Дороти». В 1949 бывшая яхта вернулась в Японию и использовалась в качестве туристического судна. При этом была модернизирована с заменой паровой машины на дизель, но 8 марта 1950 года была выброшена на камни в районе города Тоба. Больше не восстанавливалась, со временем была разобрана.